# Caeruleuptychia lobelia
Espèce
Caeruleuptychia lobelia est une espèce de papillons de la famille des Nymphalidae et de la sous-famille des Satyrinae et du genre Caeruleuptychia.

## Dénomination
Caeruleuptychia lobelia a été décrit par l'entomologiste Arthur Gardiner Butler en 1870, sous le nom initial d' Euptychia lobelia.

### Noms vernaculaires
Caeruleuptychia lobelia se nomme Lobelia Blue Ringlet ou Lobelia Satyr en anglais,.

## Description
Caeruleuptychia lobelia est un papillon d'une envergure d'environ 40 mm au dessus bleu aux ailes antérieures à apex et bordure externe grise et aux ailes postérieures à bordure grise du bord costal.
Le revers est bleu rayé de lignes grises, submarginale, postdiscale et discale et présente un seul ocelle à l'apex des ailes antérieures et des ailes postérieures sous forme d'un cercle centré d'un point noir.

## Biologie
Sa biologie est mal connue.

## Écologie et distribution
Caeruleuptychia lobelia est présent en Bolivie et en Équateur.

### Biotope
Il réside dans le sous-bois sombre de la forêt tropicale humide.

### Protection
Pas de statut de protection particulier